# 南アラビア保護領

南アラビア保護領
محمية الجنوب العربي

南アラビア保護領の位置

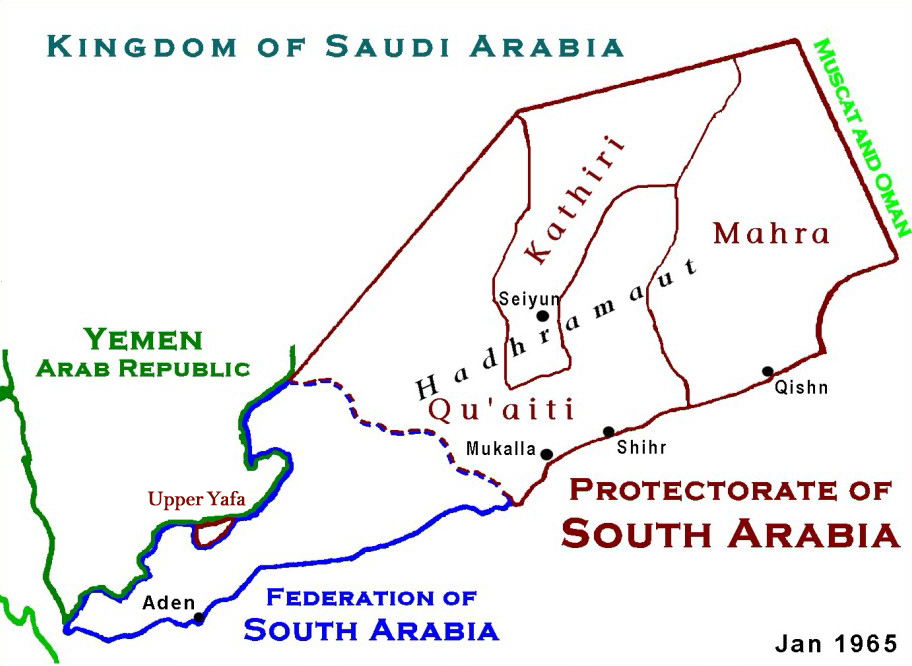
赤が南アラビア保護領、青が南アラビア連邦

南アラビア保護領（みなみアラビアほごりょう、アラビア語: محمية الجنوب العربيは、アラビア半島南端に1963年から1967年までの間存在したイギリスの保護領である。4つの首長国が加入していた。現在はイエメン共和国の一部になっている。

## 歴史

### 19世紀
大英帝国はアラビア半島の南側を経由して地中海とインドを結ぶ東インド航路を重要視していた。産業革命を達成し経済が拡大しつつある大英帝国は、スエズ運河開通前からイギリス東インド会社などインドにおける国益を保護するため通商網の改善が必要としていた。
19世紀前半、エジプトからの侵略に備え中央アラビアから避難して来たワッハーブ派清教徒によって、半島の沿岸平野は破壊された。大英帝国は1802年にラヘジュ首長国と通商条約を締結したことを始め、東インド会社貿易船への略奪を避けるための方策を講じており、1839年にはイギリス東インド会社がアデンを併合した。1869年にはアデン保護領が成立し、同年スエズ運河が開通し地中海と英領インドを結ぶ新しい航路が誕生した。

### 20世紀

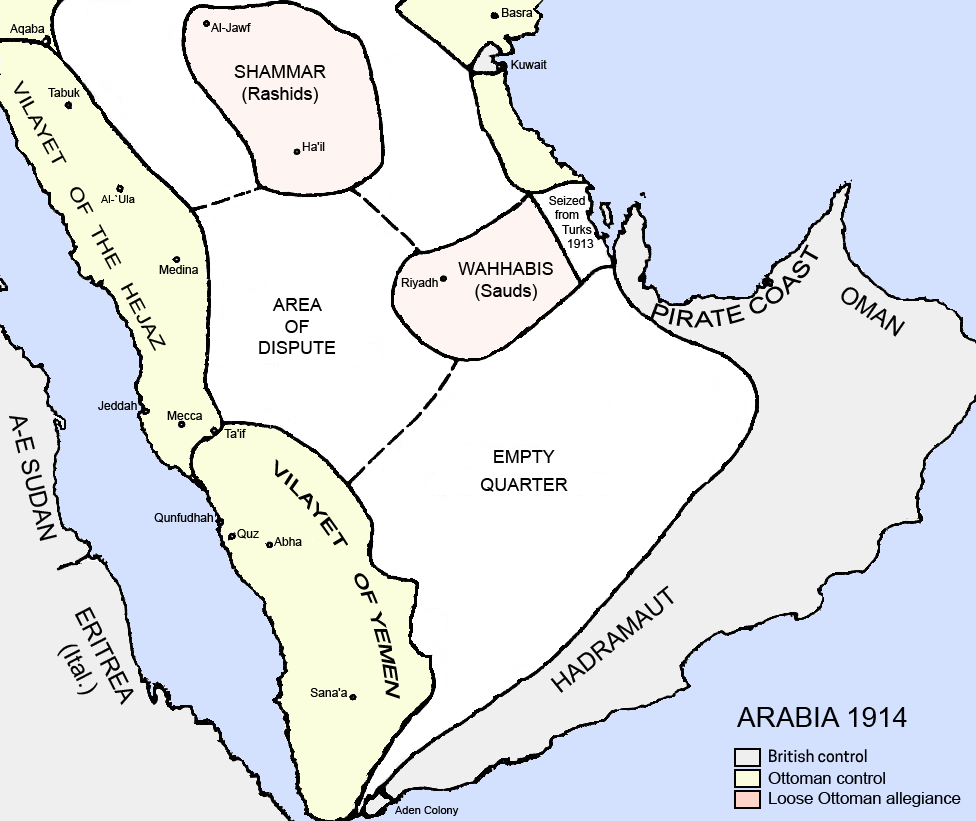
1914年のアラビア半島

1963年1月18日、アデン保護領の領土のうち南アラビア連邦に参加しなかった地域と、東アデン保護領と呼ばれた地域におおよそ当たる地域から成る南アラビア保護領が設置された。
東アデン保護領の3つのワヒディ首長国を除くハドラマウト地方のカシリ首長国、マフラ首長国、クーアイティ首長国と、飛び地として西アデン保護領の上ヤファが所属した。1967年11月30日、南アラビア保護領は解体され、所属していた首長国は急激に崩壊していきそれらの首長家は廃止されていった。南アラビア保護領の領土は新しく独立したイエメン人民民主共和国に吸収されたが、その後1990年に南北イエメンが合併し建国されたイエメン共和国の一部となった。

## 国旗

マフラ首長国
カシリ首長国
クーアイティ首長国
上ヤファ国